# トム・コール
トーマス・"トム"・ジェフリー・コール（英語: Thomas "Tom" Jeffery Cole、1949年4月28日 - ）は、アメリカ合衆国の政治家。オクラホマ州第4選挙区選出の共和党の連邦下院議員である。チカソー族の名門であるコール家の第5世代で、2010年時点でインディアン系唯一の連邦下院議員である。

## 来歴
1949年4月28日にルイジアナ州シュリーブポートに誕生し、オクラホマ州ムーアで育つ。父のジョンはティンカー空軍基地元職員、母のヘレンはオクラホマ州第4選挙区の州議会議員及びムーアの上院議員だった。
ムーア高等学校に通い、1971年にアイオワ州のグリンネル大学で歴史学の学士号を取得し、1974年イェール大学で修士号を、1984年にはオクラホマ大学で博士号を取得した。その後、トーマス・J・ワトソン研究所の研究員となり、1977年から1978年まではフルブライト研究員としてロンドン大学に出向し、またフルブライト協会の代表取締役を務めた。以後は大学で歴史・政治分野の教鞭を執り、1985年から1989年のロナルド・レーガン政権で国務委員長を務め、1988年から1991年にかけては州上院議員になった。1995年から1999年にフランク・キーティング州知事の時にオクラホマ州州務長官を務め、1995年のオクラホマシティ連邦政府ビル爆破事件ではビル崩壊後の復旧活動を支援した。
1999年から2000年にオクラホマ州共和党議員ミッキー・エドワーズの地区ディレクター・秘書室長・共和党全国委員会委員となり、2000年以降ジョージ・W・ブッシュ政権での46代目アメリカ合衆国副大統領であるディック・チェイニーの移行諮問委員会に招かれた。また2年間、コンサルティング会社のアメリカ商工会議所や1989年設立のCHS＆アソシエイツの社長も務めている。
2002年11月6日、共和党からオクラホマ州第4選挙区代表として選出され、会長国立共和党議会の委員会を2年間務める。2003年に副院内幹事を務めたのち下院議員となる。イラク戦争を支持し、戦争資金の可決に加わったほか、軍事委員会や天然資源委員会などを歴任。
またチカソー族として先住民政策に努め、2004年にインディアン国民会議のリーダーシップ賞を受賞し、チカソー族から殿堂入りされている。2008年の大統領選挙ではジョン・マケイン候補を支持した。
2012年9月30日にコールは下院の議会でネイティブ・アメリカンの貿易と投資の実証プロジェクトの法案を導入させた。これはネイティブ・アメリカンの部族地域での排他的な投資優先権及び特別権で、トルコの国有企業が自由に部族地域での貿易や投資を促し、ネイティブ・アメリカンの経済発展の促進を図ったもの。コールはトルコとネイティブ・アメリカンとの関係で両者のビジネスや文化に深い関心を持つ、アメリカ・トルコ連合と接近していた。
2012年11月6日にはオクラホマ州第4選挙区選で、民主党候補のドナ・マリーと無所属候補から出馬したR・J・ハリスに勝利し、オクラホマ州第4選挙区の議席を守った。
2013年1月18日にコールは各インディアン部族や団体からインディアン差別だとしてチーム名が問題になっていたネイティブ・アメリカンから因んだNFLチームのワシントン・レッドスキンズのチーム名に触れ、コールもレッドスキンズ（赤い肌）」のチーム名は人種差別的で「非常に不快」だと述べ、チーム名の変更を呼びかけた。同年1月24日にジョン・ベイナー下院議長により、スミソニアン評議委員会に任命された。